# Johannes Grau
Johannes Grau (ur. 1483 w Kronach, zm. w 1559 w Weimarze) – niemiecki teolog luterański.
Pochodził z zamożnej rodziny zamieszkałej w Kronach. Ukończył studia w Kolonii i Lipsku. Poświęcił się służbie duchownej. Od 1519 pełnił funkcje kościelne w Kronach, działając u boku Weiganda von Redwitz, późniejszego arcybiskupa Bambergu.
W tym czasie zapoznał się z ideami reformacji, które zaakceptował. W 1522 ożenił się z córką jednego z obywateli miasta Kronach, łamiąc zasady celibatu. Został złożony z urzędu i musiał uciekać do Wittenbergi. Spotkał tam Marcina Lutra, który darzył go szczególną przyjaźnią.
Odebrano mu również dochody, jakie czerpał będąc duchownym katolickim. Jednakże elektor saski książę Jan Stały przyznał mu dożywotnią prebendę z klasztoru w Gocie. Dzięki poparciu Lutra został w 1524 kaznodzieją w Weimarze, potem pastorem i superintendentem (1529).
W Weimarze nauczał duchownych, występując przeciwko celibatowi. Popadł w spór z franciszkanami, ale cieszył się poparciem władz i zakonnicy musieli opuścić Weimar.
W 1543 brał udział w synodzie w Arnstadt wraz z Oswaldem Myconiusem. W latach 1549–1550 uczestniczył w zjazdach w Augsburgu i Lipsku. Wniósł ważny wkład w rozwój teologii protestanckiej. Przygotowywał też zbiorowe wydanie pism Lutra.